# Molossus
Molossus (E.Geoffroy, 1805) è un genere di pipistrelli della famiglia dei Molossidi.

## Descrizione

### Dimensioni
Al genere Molossus appartengono pipistrelli di piccole e medie dimensioni, con lunghezza della testa e del corpo tra 50 e 95 mm, la lunghezza dell'avambraccio tra 33 e 60 mm, la lunghezza della coda tra 20 e 70 mm e un peso fino a 30 g.

### Caratteristiche craniche e dentarie
Il cranio è corto, largo con un rostro breve ed allo stesso libvello della scatola cranica. La mandibola è robusta, mentre è presente una cresta sagittale ben sviluppata. Sono privi dell'apertura palatale tra gli incisivi superiori, i quali sono in contatto. I molari hanno la struttura delle cuspidi incompleta.
Sono caratterizzati dalla seguente formula dentaria:

### Aspetto
Il corpo è robusto. La pelliccia varia dal castano scuro al nerastro, sebbene diverse forme abbiano due fasi di colore. Il muso è largo, il labbro superiore è privo di pieghe cutanee. Le orecchie sono unite anteriormente alla base, hanno un piccolo trago nascosto dietro l'antitrago, il quale è grande e solitamente semi-circolare. Le ali sono lunghe e strette. La coda è lunga, tozza e si estende oltre l'uropatagio. In alcune specie è presente una sacca golare.

## Distribuzione
Il genere è diffuso in America Centrale e meridionale.

## Tassonomia
Il genere comprende 11 specie.
- Molossus alvarezi
- Molossus aztecus
- Molossus coibensis
- Molossus currentium
- Molossus fentoni
- Molossus melini[3]
- Molossus molossus
- Molossus paranaensis
- Molossus pretiosus
- Molossus rufus
- Molossus sinaloae